# 竹織工藝品

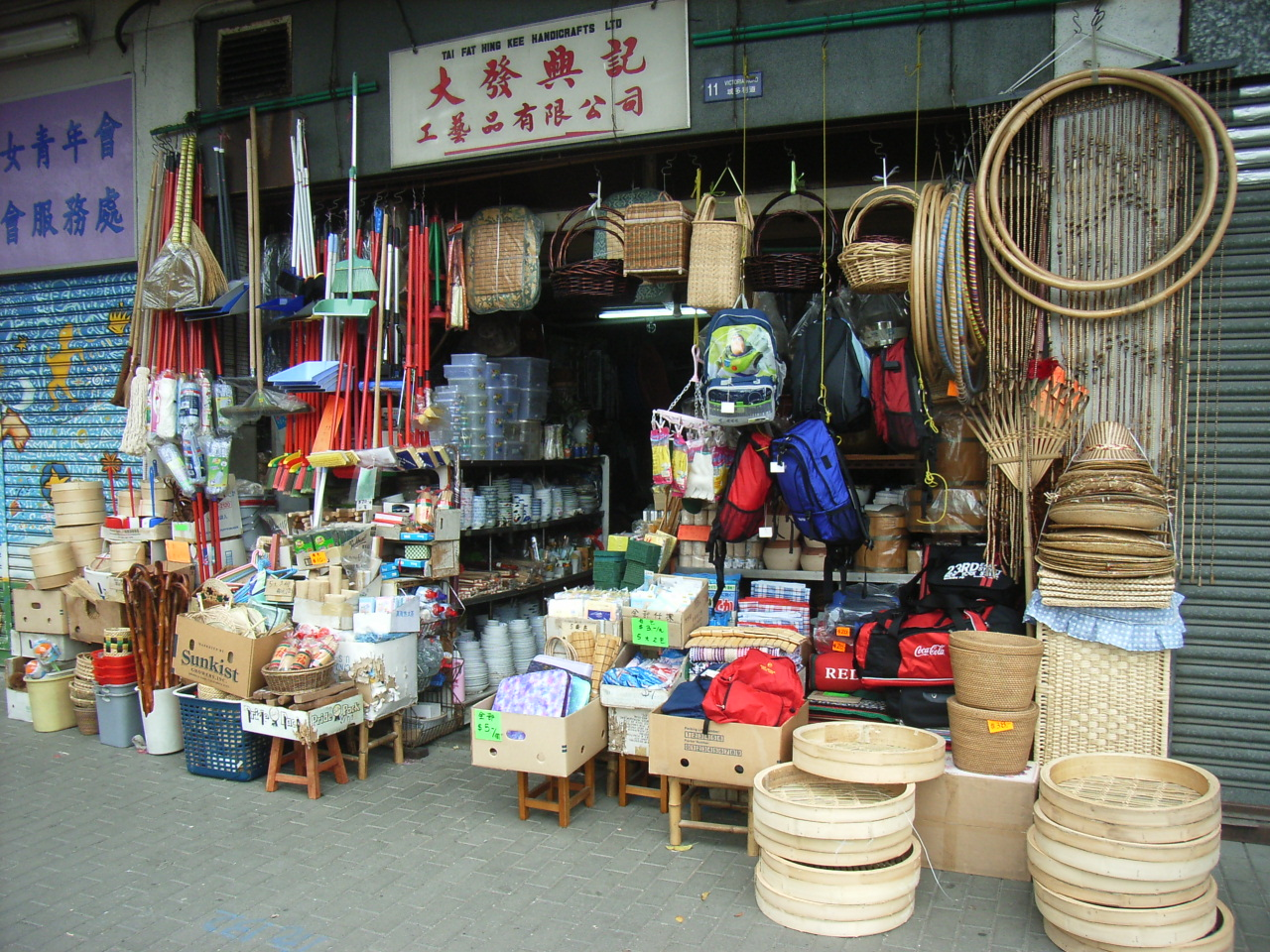
竹製品是山貨之一

竹織工藝品，是手工藝之一，以竹子為主要材料的竹藝品，其手工是編織。此類工藝品的成品包括籃子、簸箕、籮、筐、竹席等。竹織工藝品的材料為竹篾、竹箬等。

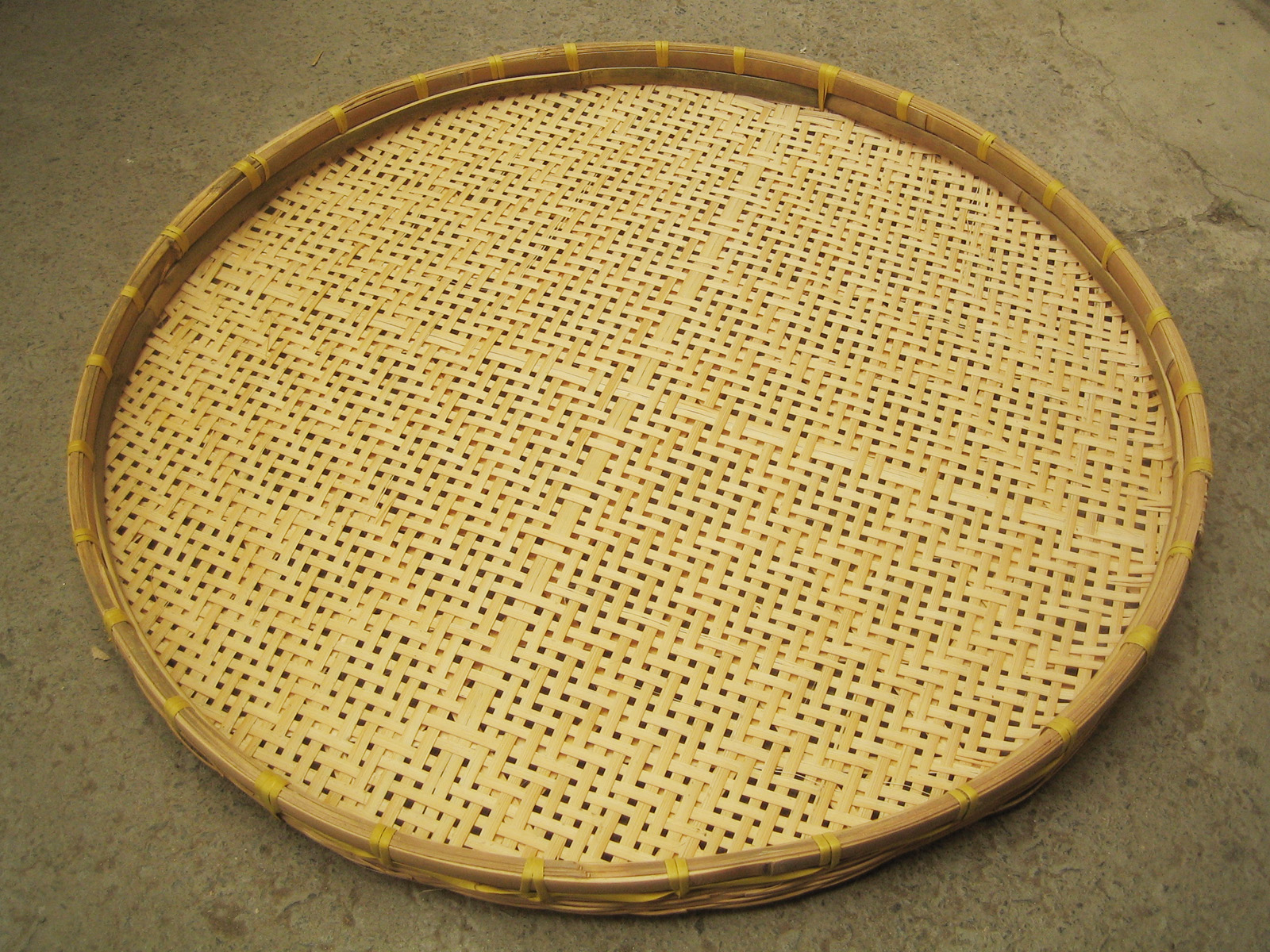
笳籬
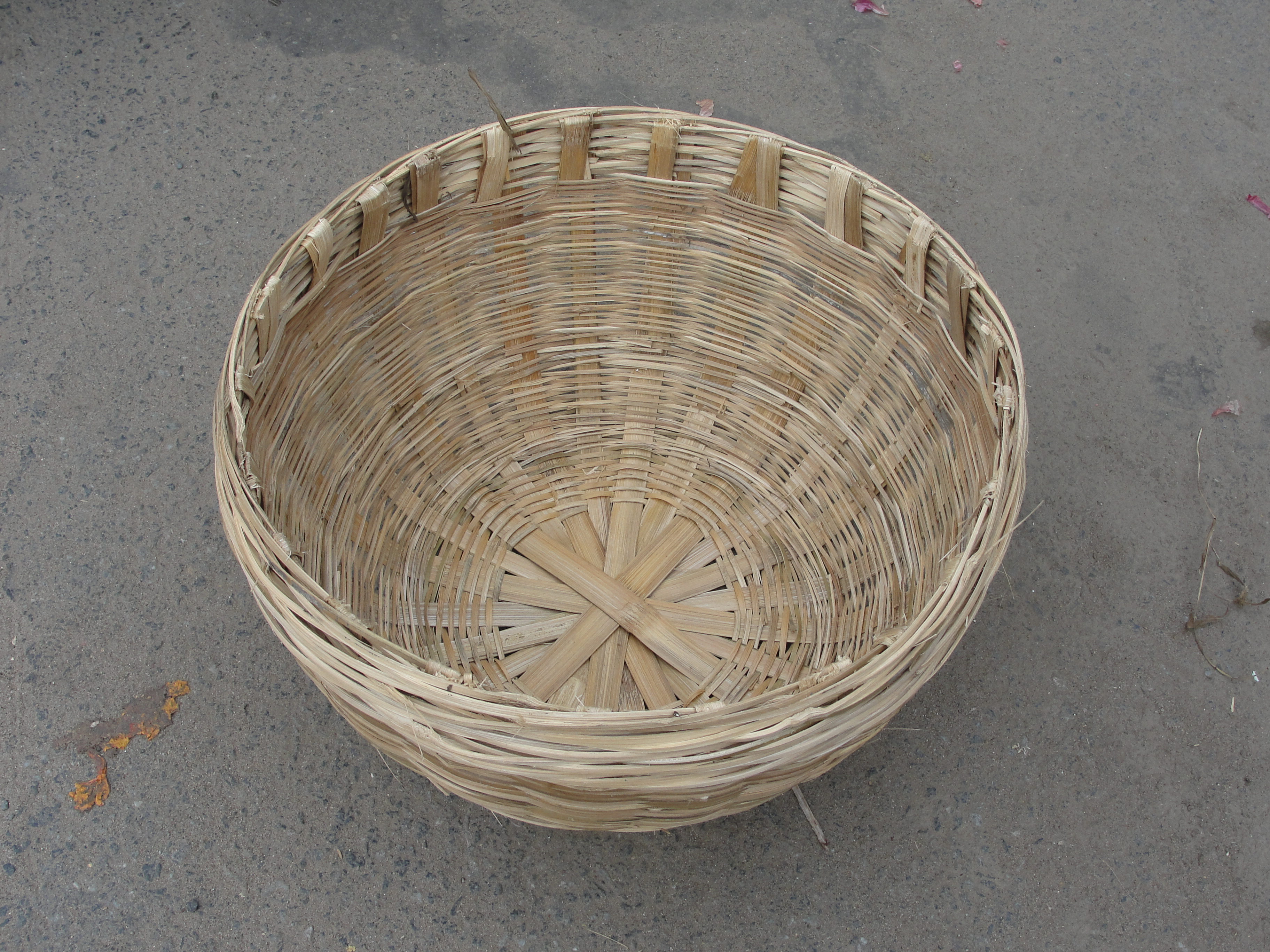
竹籃
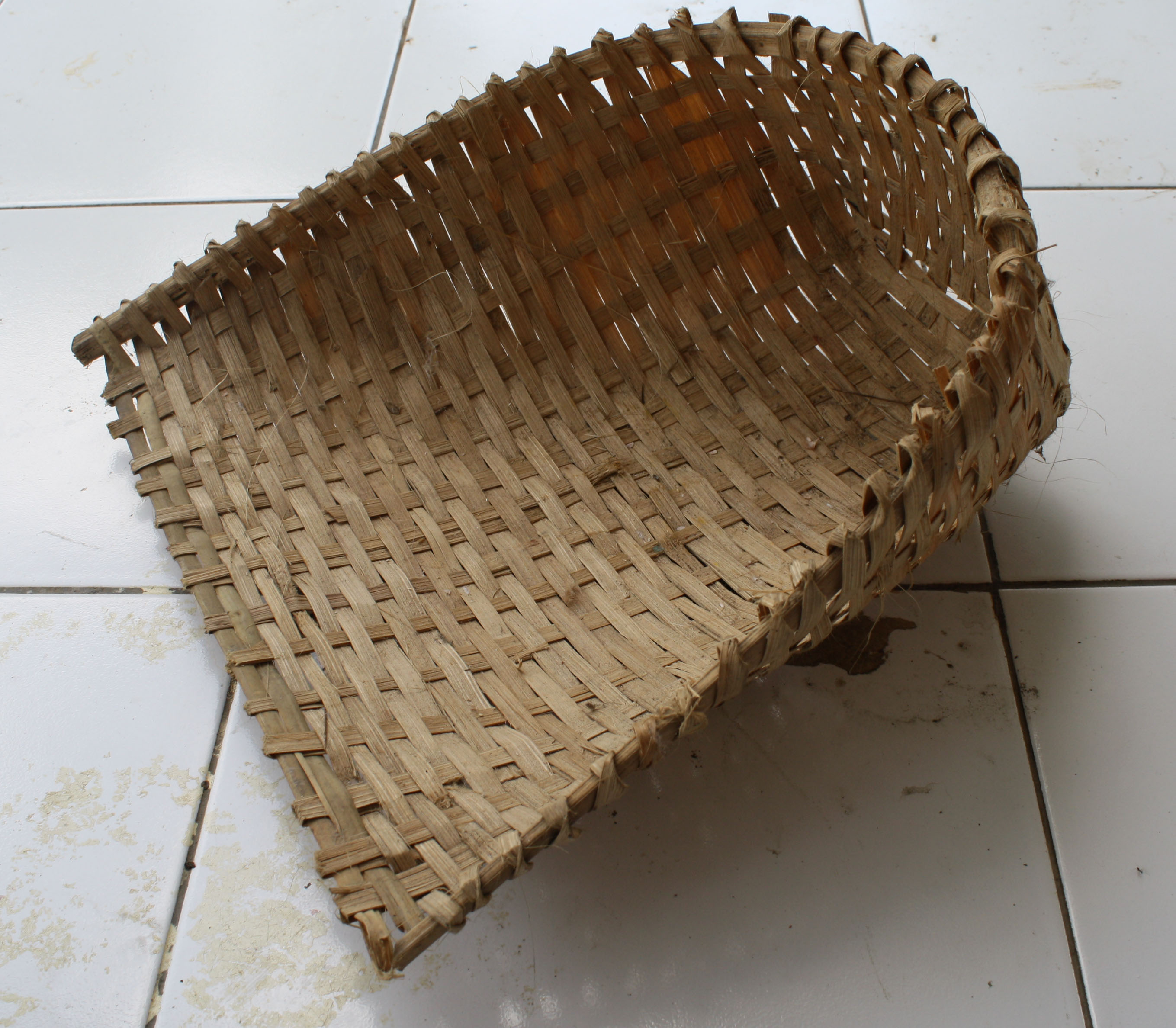
畚箕